# Sala (Istrana)
Sala è una frazione del comune italiano di Istrana, in provincia di Treviso.

## Storia
Sala è attestata per la prima volta in un atto del vescovo di Treviso Rozone risalente al 996. Forse il toponimo rimanda alla presenza di una sala longobarda; non a caso, il paese si colloca lungo la via Postumia, direttrice della calata di re Alboino nel Norditalia.

## Monumenti e luoghi d'interesse

### Chiesa parrocchiale
Dai documenti sappiamo che a Sala esistette una cappella almeno dal Trecento, ma bisognerà attendere il 1552 per avere notizie più precise. In quell'anno la chiesa del paese, pur dipendente dalla pieve di Istrana, venne dotata di un proprio fonte battesimale.
L'edificio attuale risale al XVIII secolo e fu consacrato nel 1779 dal vescovo Paolo Francesco Giustinian. Degli interni vanno citati l'altare maggiore e le cantorie, pregevoli manufatti lignei attribuiti ad Andrea Brustolon.